# Cynodon barberi
Cynodon barberi là một loài thực vật có hoa trong họ Hòa thảo. Loài này được K. Rangachari và C. Tadulingam mô tả khoa học đầu tiên năm 1916.

## Từ nguyên
Tính từ định danh barberi là để vinh danh C. A. Barber, người đã thu thập mẫu vật của loài này ở miền đông nam và nam Ấn Độ giai đoạn 1901-1902.

## Phân bố
Loài này là bản địa miền nam Ấn Độ và Sri Lanka.